# Boj za
Boj za je slovenski dokumentarni film iz leta 2014 v režiji in po scenariju Siniše Gačića. Prikazuje skupnost protestnikov pred Ljubljansko borzo po zgledu gibanj occupy, ki se organizirajo po principu neposredne demokracije. Na Festivalu slovenskega filma je dobil vesno na najboljši slovenski film, prikazan je bil tudi na Mednarodnem filmskem festivalu v Clevelandu.